# Милич, Антонио
Антонио Милич (хорв. Antonio Milić; родился 10 марта 1994 года в Сплите, Хорватия) — хорватский футболист, опорный полузащитник польского клуба «Лех».
Выступал за сборную Хорватии.

## Клубная карьера
Милич — воспитанник клуба «Хайдук» из своего родного города. 26 ноября 2011 года в матче против «Шибеника» он дебютировал в чемпионате Хорватии в возрасте 17 лет. 15 сентября 2012 года в поединке против «Интера» из Запрешича Антонио забил свой первый гол за «Хайдук». В 2013 году Милич помог команде завоевать Кубок Хорватии.
В начале 2015 года Антонио перешёл в бельгийский «Остенде». 17 января в матче против «Кортрейка» он дебютировал в Жюпиле лиге. 9 мая в поединке против «Локерена» Милич забил свой первый гол за «Остенде».
Летом 2018 года Милич перешёл в «Андерлехт». 28 июля в матче против «Кортрейка» он дебютировал за новую команду.

## Международная карьера
6 сентября 2018 года в товарищеском матче против сборной Португалии Милич дебютировал за сборную Хорватии, заменив во втором тайме Шиме Врсалько.

## Достижения
Клубные
 «Хайдук»
- Обладатель Кубка Хорватии — 2012/2013